# Michaił Załucki
Michaił Klimiencjewicz Załucki (biał. Міхаіл Кліменцьевіч Залуцкі, ros. Михаил Климентьевич Залуцкий, Michaił Klimientjewicz Załucki; ur. 21 marca 1941 w Nowosiołkach w rejonie świsłockim) – białoruski lekarz i polityk, w latach 1997–2000 członek Rady Republiki Zgromadzenia Narodowego Republiki Białorusi I kadencji.

## Życiorys
Urodził się 21 marca 1941 we wsi Nowosiołki, w rejonie świsłockim obwodu białostockiego Białoruskiej SRR, ZSRR. W 1968 roku ukończył Grodzieńską Państwową Akademię Medyczną, zdobywając wykształcenie lekarza. W 1958 roku pracował jako robotnik w sowchozie „Wielikosielskij” w rejonie świsłockim, następnie, w latach 1960–1962 jako stolarz i ślusarz w Wagonowni w Wołkowysku. Po ukończeniu studiów medycznych, w latach 1968–1974 pracował jako lekarz naczelny Szpitala Rejonowego w Wołpie w rejonie wołkowyskim. W latach 1974–1975 pracował jako ordynator Oddziału Rehabilitacji Mińskiego Szpitala Kolejowego. W latach 1975–1980 pracował jako lekarz naczelny Zakładu Leczniczo-Zapobiegawczego Mińskiego Oddziału Białoruskiej Kolei. W latach 1980–1982 pełnił funkcję dyrektora ośrodka zdrowia. W latach 1982–1983 był zastępcą lekarza naczelnego Szpitala Rejonowego w Osipowiczach. W latach 1983–1987 był zastępcą lekarza naczelnego Szpitala Rejonowego w Wołkowysku. Od 1987 roku pracował jako lekarz naczelny Poradni Przeciwgruźliczej w Wołkowysku.
13 stycznia 1997 roku został członkiem nowo utworzonej Rady Republiki Zgromadzenia Narodowego Republiki Białorusi I kadencji. Od 22 stycznia pełnił w niej funkcję członka Komisji ds. Socjalnych. Jego kadencja w Radzie Republiki zakończyła się 19 grudnia 2000 roku.

## Życie prywatne
Michaił Załucki jest żonaty, ma troje dzieci.